# Syd Matters
Syd Matters é uma banda francesa liderada pelo compositor Jonathan Morali. Os outros integrantes são: Jean-Yves Lozac'h, Olivier Marguerit, Remi Alexandre e Clement Carle. O nome da banda vem de uma leve modificação dos nomes de dois integrantes da banda Pink Floyd: Syd Barrett e Roger Waters.[carece de fontes?]
Syd Matters também é o pseudónimo de Jonathan Morali, nascido em Paris no dia 22 de maio de 1980. Ele começou sua carreira tocando em pequenos bares, até ganhar um concurso da revista francesa Les Inrockuptibles, e assim assinando um contrato de gravação com a Third Side Records.
Suas músicas "To all of You" e "Hello Sunshine", um cover do Super Furry Animals, apareceram na série The O.C., na terceira e quarta tempoarada. Ademais, "Obstacles" e "To all of You" apareceram no videojogo Life Is Strange. A trilha sonora deste jogo ganhou inúmeros prêmios, incluindo melhor trilha sonora nos prêmios PlayStation Universe Awards de 2015, Game Informer Best de 2015 e Titanium Awards. As músicas da banda também apareceram na animação francesa Long Way North.